# Henrik Teske
Henrik Teske (ur. 28 lutego 1968) – niemiecki szachista, arcymistrz od 1996 roku.

## Kariera szachowa
W 1985 r. zwyciężył w mistrzostwach Niemieckiej Republiki Demokratycznej w szachach błyskawicznych. W latach 1986, 1988 i 1989 trzykrotnie wystąpił w finałach indywidualnych mistrzostw NRD, najlepszy wynik osiągając w 1988 r. w Stralsundzie, gdzie zajął V m. W 1991 r. zajął II m. (za Christopherem Wardem) w Guildford, w 1993 r. zwyciężył w otwartych turniejach w Würzburgu (wraz z Normundsem Miezisem) oraz Giessen (wraz z Władimirem Bagirowem), natomiast w 1995 r. samodzielnie triumfował w kolejnym openie w Augsburgu. W 1997 r. podzielił II m. w Dreźnie (za Wolfgangiem Uhlmannem, wraz z Walerijem Czechowem i Thomasem Pähtzem) i Passau (za Siergiejem Kaliniczewem, wraz z m.in. Christopherem Lutzem, Ognjenem Cvitanem, Wołodymyrem Bakłanem i Ľubomírem Ftáčnikiem), w 1998 r. zwyciężył w Frohnleiten i w Wattens oraz zajął II m. (za Zenónem Franco Ocamposem, wraz z Juanem Manuelem Bellónem Lópezem) w Hawanie, w 2001 podzielił II m. w Grazu (za Władimirem Burmakinem), w 2002 triumfował w Haßloch, w 2003 podzielił III m. (za Władimirem Burmakinem i Aloyzasem Kveinysem, a wraz z m.in. Davorem Palo, Wjaczesławem Ejnhornem i Feliksem Lewinem) w Bad Wörishofen. W 2006  r. zajął II m. (za Marcem Narciso Dublanem) w Barberá del Vallés oraz triumfował w Bad Wörishofen i w Erfurcie, natomiast w 2007 r. podzielił III m. (za Stanisławem Sawczenką i Serhijem Fedorczukiem, wraz z m.in. Erikiem van den Doelem i Romualdem Mainką) w Bad Zwesten oraz zajął II m. w Neuhausen (za Zvulonem Gofshteinem). W 2008 r. odniósł kolejny sukces, dzieląc I m. w Bad Wörishofen (z Eduardasem Rozentalisem, Władimirem Burmakinem, Jurijem Drozdowskim, Władysławem Borowykowem i Władimirem Georgiewem).
Najwyższy ranking w dotychczasowej karierze osiągnął 1 lipca 2007 r., z wynikiem 2578 punktów zajmował wówczas 11. miejsce wśród niemieckich szachistów.